# Nicolau Vergueiro
Nicolau Vergueiro este un oraș în Rio Grande do Sul (RS), Brazilia.
1. ↑   http://archive.is/5qMrm, arhivat din original la |archive-url= necesită |archive-date= (ajutor), accesat în 10 decembrie 2017 Lipsește sau este vid: |title= (ajutor)